# Аарон I
Аарон I (*д/н —бл. 910) — 10-й повновладний бек-мелех Хозарської держави у 900—910 роках.

## Життєпис
Походив з династії Буланідів. Син бек-мелеха Нісі. Близько 900 року посів трон. З самого початку стикнувся з нападами печенігів, що стали діяти спільно з Київською Руссю. Але Аарон I зумів відновити владу над печенігам. У 901 році здійснив похід проти Дербентського емірату, результатом якого була значна здобич, але не вдалося захопити власне місто Дербент. В подальшому допомагав союзнику — державі Сарір — яка 905 року завдала тяжкої поразки емірату.
У 909 році війська русів на чолі з князем Олегом або одним з його воєвод воювали з каганатом. Проте жодна зі сторін не досягла успіху. Натомість домовлено про спільний похід проти Дербентського емірату, якому завдано руйнувань. У 910 році невдовзі по поверненню з походу Аарон I помер. Йому спадкував син Менахем I.